# Vulnetari
Los Vulnetari (Voluntarios) eran una milicia voluntaria de albaneses de Kosovo establecida en 1941 por las fuerzas italianas después de la exitosa invasión de Yugoslavia. Sirvieron como fuerza auxiliar para el control civil y la protección de las aldeas.
Algunos miembros de la milicia sirvieron como guardias fronterizos bajo el dominio italiano y alemán. Los vulnetari lucharon solo en sus propias áreas locales, por lo que lucharon contra partisanos y chetniks, "contra los cuales se mostraron luchadores hábiles y decididos". Los vulnetari de la región de Đakovica fueron a Plav y Gusinje para apoyar la contraofensiva italiana durante el levantamiento en Montenegro.
De manera independiente, los vulnetari a menudo atacaban a personas de etnia serbia y realizaban incursiones contra objetivos civiles. Según los estudiosos serbios, los vulnetari incendiaron cientos de aldeas serbias y montenegrinas, mataron a muchas personas y llevaron a cabo campañas de saqueo en Kosovo y las regiones vecinas.
Al final de la Segunda Guerra Mundial, la milicia se utilizó para proteger a las fuerzas alemanas en retirada. Después de que las fuerzas alemanas se retiraran a través de Kosovo, los miembros de los vulnetari se escondieron en sus aldeas.

## Nombre
El nombre de esta unidad se deriva de la palabra albanesa Vullnetarë (voluntarios). También eran conocidos por el gentilicio kosovares.

## Historia
Las confiscaciones de tierras albanesas y el asentamiento de colonos serbios durante el período de entreguerras llevaron a algunos albanokosovares durante la Segunda Guerra Mundial a colaborar con las potencias del Eje que prometían una Gran Albania. Durante la invasión de Yugoslavia en abril de 1941, voluntarios albaneses se pusieron a disposición del general Eberhard, comandante de la 60.ª división de infantería alemana. Sintieron que cualquier cosa sería mejor que el chovinismo, la corrupción, el hegemonismo administrativo y la explotación que habían experimentado bajo las autoridades serbias durante el período de entreguerras. Los vulnetari eran en su mayoría campesinos albaneses de mediana edad que vivían en sus casas y no vestían uniformes sino solo una banda negra y roja alrededor de los brazos. Comenzaron a emprender acciones de venganza, quemando asentamientos serbios y expulsando a los colonos serbios y montenegrinos de entreguerras a la Serbia propiamente dicha.
Según Smilja Avramov, en junio de 1941 las masacres de la población serbia en Kosovo y Metojia adquirieron un carácter organizado cuando se establecieron los vulnetari.
El comandante de los Vulnetari de Rugova era Riz Umeri. Otros comandantes eran Sali Barjaktari, Zhuk Haxhia y Sali Beba. Ram Alija, de Istok, comandó a los Vulnetari que quemaron pueblos serbios y asesinaron a personas en Ibarski Kolašin y Metojia. Durante un ataque, las fuerzas de Bislim Bajgora, ayudadas por Vulnetari de Drenica dirigidas por Idriz Rexha, quemaron 22 aldeas y asesinaron a 150 serbios.
A mediados de julio de 1941, se perdió la comunicación entre el Comité Central del Partido Comunista de Yugoslavia (CK KPJ) y las organizaciones vecinas del partido en Montenegro y Serbia; el comité regional del KPJ para Kosovo y Metojia intentó restablecer la comunicación en varias ocasiones y comenzó a trasladar nuevos combatientes de su región a Montenegro y Serbia. En dos intentos de llegar a Montenegro y restablecer la comunicación con su organización comunista, los Vulnetari mataron a más de 20 comunistas de Metojia.
Miles de Vulnetari y policías comandados por Bislim Bajgora y Šaban Poluža atacaron Ibarski Kolašin el 30 de septiembre de 1941. Esta región fue atacada por Vulnetari de Drenica y Methohija Podgor, y sus brutales ataques contra las aldeas de Ibarski Kolašin duraron hasta el 10 de octubre de 1941. Este ataque sobre Ibarski Kolašin fue tan violento que los alemanes se refirieron a él como la "ola sangrienta".
El 15 de octubre de 1941, los chetniks de Suva Planina atacaron a los Vulnetari e inicialmente les causaron muchas bajas, lo que los obligó a retirarse a través del río Ceranje, pero los Vulnetari se las arreglaron para derrotar a los chetniks más tarde. Los chetniks entraron en Ceranje y quemaron casas albanesas. En la noche del 15 de octubre, refuerzos de los Vulnetari llegaron desde Šalja y obligaron a los chetniks a retirarse durante la noche. El 16 de octubre, los chetniks atacaron nuevamente a los Vulnetari y los obligaron a retirarse cruzando el río Ceranje. Después de las batallas del 14 y 15 de octubre, los chetniks se vieron obligados a retirarse y todas las casas serbias entre Slatina y Lešak fueron quemadas.
El 17 de octubre de 1941, el pueblo de Dobruša, cerca de Peć, fue atacado por Vulnetari formados por milicianos de Istok, Drenica y Đakovica. El ataque fue organizado por Dževat Begoli, el gobernador del condado de Istok. Los defensores del pueblo lograron aguantar durante tres días y abandonaron el pueblo junto con su población. Luego, las casas en Dobruša fueron saqueadas e incendiadas.
En el período comprendido entre noviembre y diciembre de 1941, grupos Vulnetari comandados por Shaban Polluzha participaron en la defensa de Novi Pazar de las fuerzas partisanas combinadas de chetniks yugoslavos. Con los atacantes repelidos con éxito, el alcalde de Novi Pazar, Aćif Hadžiahmetović, tomó la decisión de atacar la ciudad de Raška  controlada por los chetniks usando las fuerzas que reunió. El 16 de noviembre a las 10 de la mañana, las fuerzas musulmanas y albanesas atacaron Raška. Rápidamente avanzaron hacia el pueblo. La situación para los defensores se volvió muy difícil, por lo que Vojislav Lukačević, la persona de mayor confianza de Mihailović, se comprometió personalmente en la defensa de la ciudad.
El 30 de enero de 1943, los Vulnetari capturaron el pueblo de Grbole y aterrorizaron a los residentes. A finales del otoño, expulsaron a los aldeanos, saquearon sus casas y las quemaron. Los Vulnetari saqueaban rutinariamente las viviendas de la población serbia.
Vulnetari participó en la Operación Draufgänger en julio de 1944.
Avdilj Dura, de la región de Kačanik, se convirtió en el comandante de 5.000 Vulnetari después de la capitulación búlgara en septiembre de 1944.

## Víctimas
Según fuentes serbias, se estima que los Vulnetari y otros paramilitares asesinaron hasta 10.000 serbios y montenegrinos en Kosovo.

## Losvulnetarien Macedonia Occidental
Los Vulnetari también se establecieron en el oeste de Macedonia Occidental. En Debar se establecieron cinco o seis empresas de entre 1.200 y 1.500 Vulnetari.
Alrededor de Struga había dos compañías de 800 Vulnetari comandadas por Bekir aga y Tefik Vlasi. Ali Maliči dirigía una compañía de 400 Vulnetari en Rostuša. El comandante de los Vulnetari de Kičevo era Mefail, mientras que el comandante de Gostivar era Xhem Hasa.

## Consecuencias
Sali Rama, Žuk Adžija y varios forajidos bajo su mando fueron arrestados y sentenciados a prisión después de la Segunda Guerra Mundial. Avdilj Dura se rindió en enero de 1945 junto con unos 100 forajidos bajo su mando. Bislim Bajgora fue asesinado en 1947.
En 2010, el partido político albanés macedonio Nueva Democracia propuso que se construyera un monumento a Xhem Hasa en Gostivar. Ya se construyó un monumento de Hasa en su lugar de nacimiento, el pueblo de Simnica, en 2006.

## Miembros notables
- Rizë Umeri, comandante en Rugovo
- Shaban Polluzha, comandante en Drenica
- Sali Barjaktari, comandante
- Zhukë Axhija, comandante
- Sali Rama, comandante
- Ramë Alija, comandante de Istok
- Idriz Rexha, comandante en la región de Mitrovica
- Avdyl Dura, comandante de Kačanik
- Xhevad Begolli
- Xhem Hasa, comandante en Macedonia Occidental